# День святого Мартина (Нидерланды)
День святого Мартина в Нидерландах — ежегодный праздник, который отмечается 11 ноября в отдельных регионах Нидерландов, большинстве стран Европы и США. Празднования приурочены к дню памяти Мартина Турского — католического епископа, впоследствии канонизированного.

## История
Традиция отмечать день памяти Св. Мартина Турского распространена в странах Европы и США. Праздник олицетворяет собой празднования в честь этого святого, который считается покровителем нищих, солдат, домашних животных, птиц. Также это мероприятие совпадает со временем окончания сбора урожая. Традиционно, много лет назад к этой дате завершались приготовления к зиме, а также последние работы в поле и хозяйствах. Голландцы считали, что этот день являлся первым днем зимы. Согласно исследованиям шотландского антрополога Джеймса Фрэзера, корни этого праздника уходят глубоко в древние времена, когда язычниками отмечался ритуальный праздник встречи зимы, а также поклонение священному огню. Во время процесса христианизации народов Европы католическая церковь прибегала к подмене языческих праздников новыми, католическими.

## Празднование

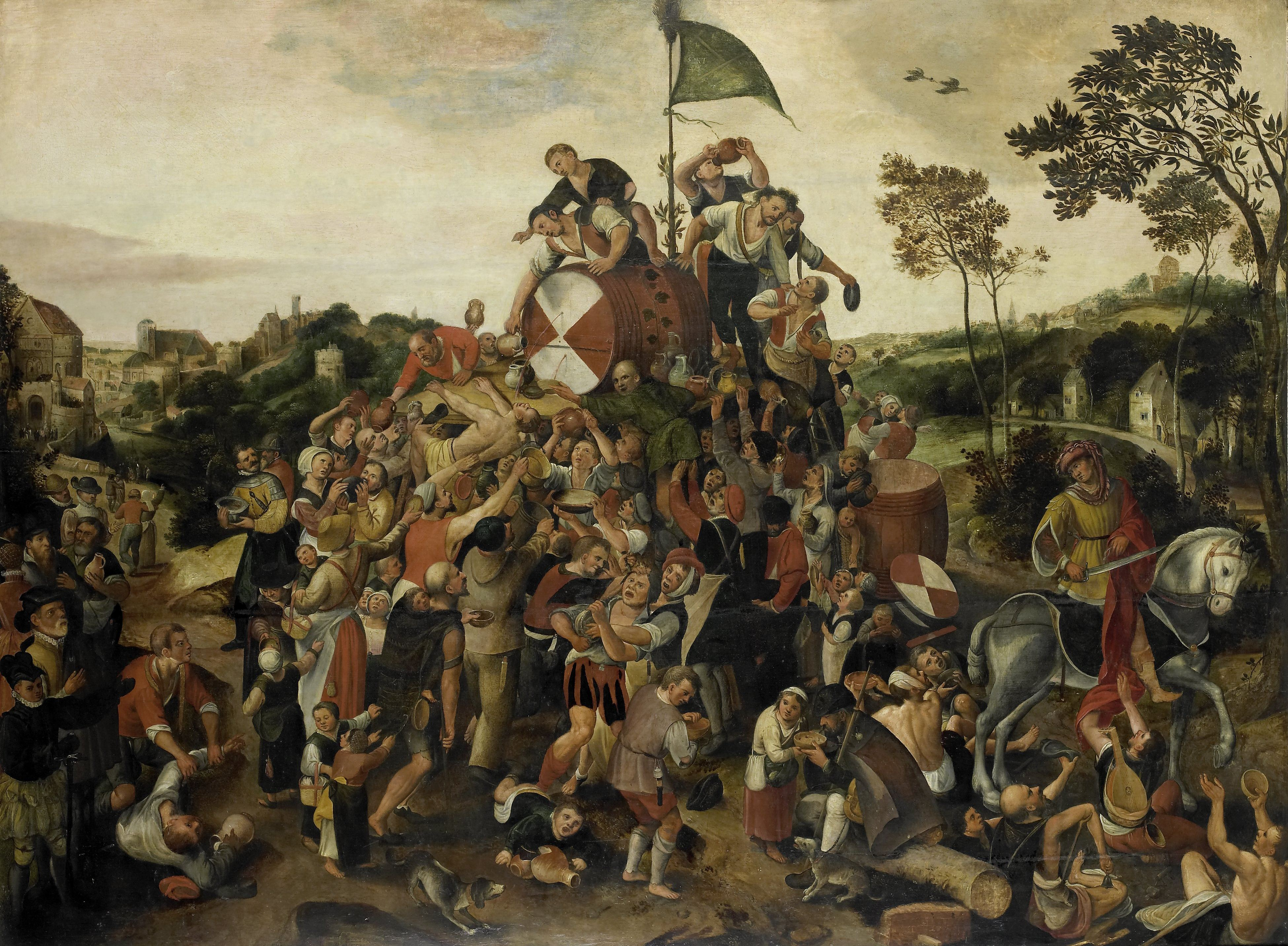
Празднование Дня Св. Мартина. Peeter Baltens, XVI век

День Св. Мартина Турского отмечается в большинстве провинций Нидерландов. Ближе к вечеру, 11 ноября, небольшие группы детей участвуют в шествиях и поют песни. C фонариками или лукошками для сладостей в руках — они передвигаются от двери до двери и получают угощения от жильцов домов. Традиционно, фонарики изготавливались из свеклы или репы, куда затем помещались свечки. В наше время, в большинстве случаев, их заменяют бумажными абажурами, а свечки — электронными лампочками. На протяжении многих веков изменялось содержание и размер текста этих песен. В 1860 году он имел такой вид:
Sinter Merte’s veugelke
'haet ein roët neugelke
en ein blouw stertje
Hoepsa Sinter Merte
Vandaag is et Sinter Merte
En morge Sinter Krökke
Dan kômme de gooi herte
Die hadde zoëgaer ein stökske
Ein höltje of ein törfke
In Sinter Merte’s körfke
Holt, holt, törf en holt
En 's wintersis et kolt

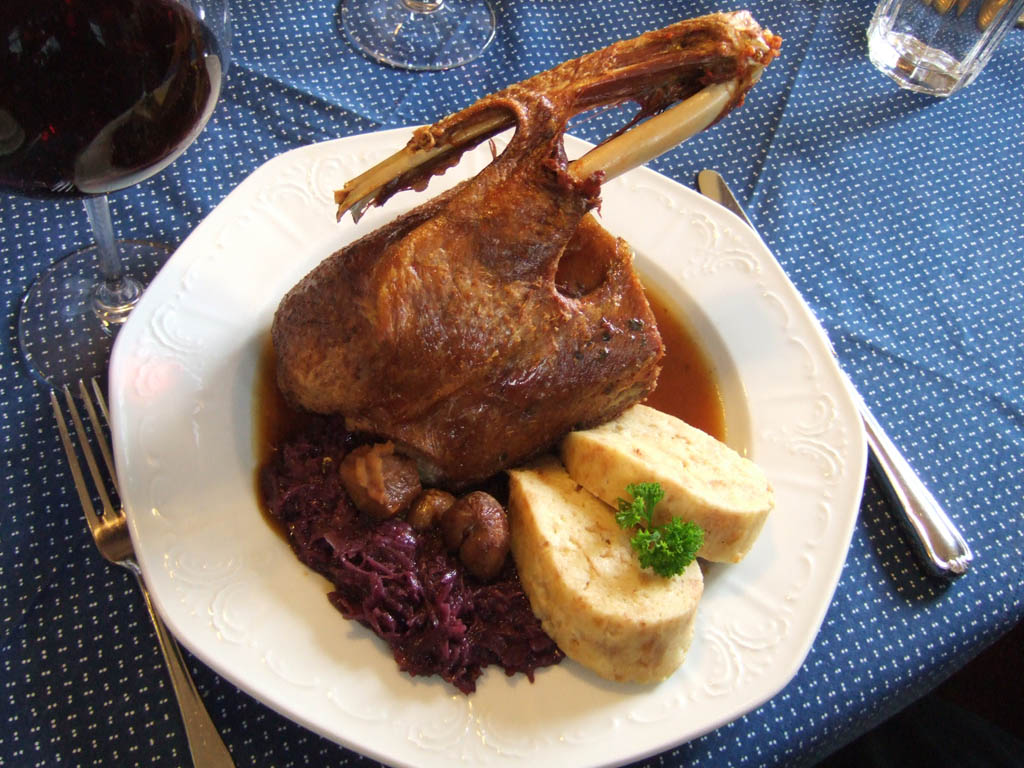
Печеный гусь на День Св. Мартина

В наше время дети поют сокращенную версию, которая состоит из четырех строчного куплета:
«Sinte Merte’s veugelke,
haaj un roöd wit keugelke,
haaj un roöd stertje,
danke Sinte Merte»
В этот день принято готовить сладости и дарить их друг другу или давать детям в награду за пение. Среди наиболее популярных угощений — шоколад, лакрицы, фрукты, блинчики. Поскольку Мартин Турский часто изображается с гусем, в нидерландских семьях в этот день могут подавать к столу — печеного гуся.